# Maclas

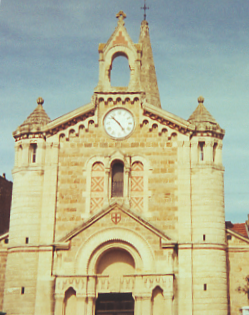
Kościół w Maclas, 2005

Maclas – miejscowość i gmina we Francji, w regionie Owernia-Rodan-Alpy, w departamencie Loara.
Według danych na rok 1999 gminę zamieszkiwało 1306 osób, a gęstość zaludnienia wynosiła 128 osób/km² (wśród 2880 gmin regionu Rodan-Alpy Maclas plasuje się na 647. miejscu pod względem liczby ludności, natomiast pod względem powierzchni na miejscu 1110.).